# Estonia en los Juegos Europeos de Minsk 2019
Estonia participó en los Juegos Europeos de Minsk 2019. Responsable del equipo nacional fue el Comité Olímpico Estonio.

## Medallistas
El equipo de Estonia obtuvo las siguientes medallas:
| Nombre                                                  | Deporte          | Competición     |
| ------------------------------------------------------- | ---------------- | --------------- |
| Oro                                                     |                  |                 |
| —                                                       |                  |                 |
| Plata                                                   |                  |                 |
| Merike Anderson Kadri-Ann Lass Annika Köster Janne Pulk | Baloncesto 3x3   | Torneo F        |
| Alo Jakin                                               | Ciclismo en ruta | Ruta M          |
| Bronce                                                  |                  |                 |
| Raul Must                                               | Bádminton        | Individual M    |
| Pavel Artamonov                                         | Karate           | Kumite –75 kg M |
| Epp Mäe                                                 | Lucha libre      | 76 kg F         |